# Uxío Carré Alvarellos
Eugenio Ernesto Justiniano Carré Alvarellos, más conocido como Uxío Carré Alvarellos (n. 05 de septiembre de 1885 en La Coruña, Galicia - La Coruña, Galicia, España, 1967), fue un escritor español en lengua gallega y académico de la Real Academia Gallega. Fue hijo del también escritor y editor Eugenio Carré Aldao, hermano de los también escritores Leandro Carré Alvarellos y Loís Carré Alvarellos, y tío de las prolíficas escritoras de novela rosa; May Carré y María del Pilar Carré.

## Biografía

### Vida personal
En “Villa Margarita”, una casa impresionante en su sencillez situada en Eirís de Arriba, Abelardo Carré Naya, con setenta y cinco lúcidos años, guarda como oro en paño la memoria de su padre, Uxio Carré Alvarellos, así como preciosos recuerdos de otros antepasados o miembros de la familia. Gracias a Abelardo Carré podemos trazar la semblanza de un hombre miembro de la
generación de las “Irmandades da Fala” y del "Grupo Nós” que aportó su grano de arena al desarrollo de la cultura gallega.

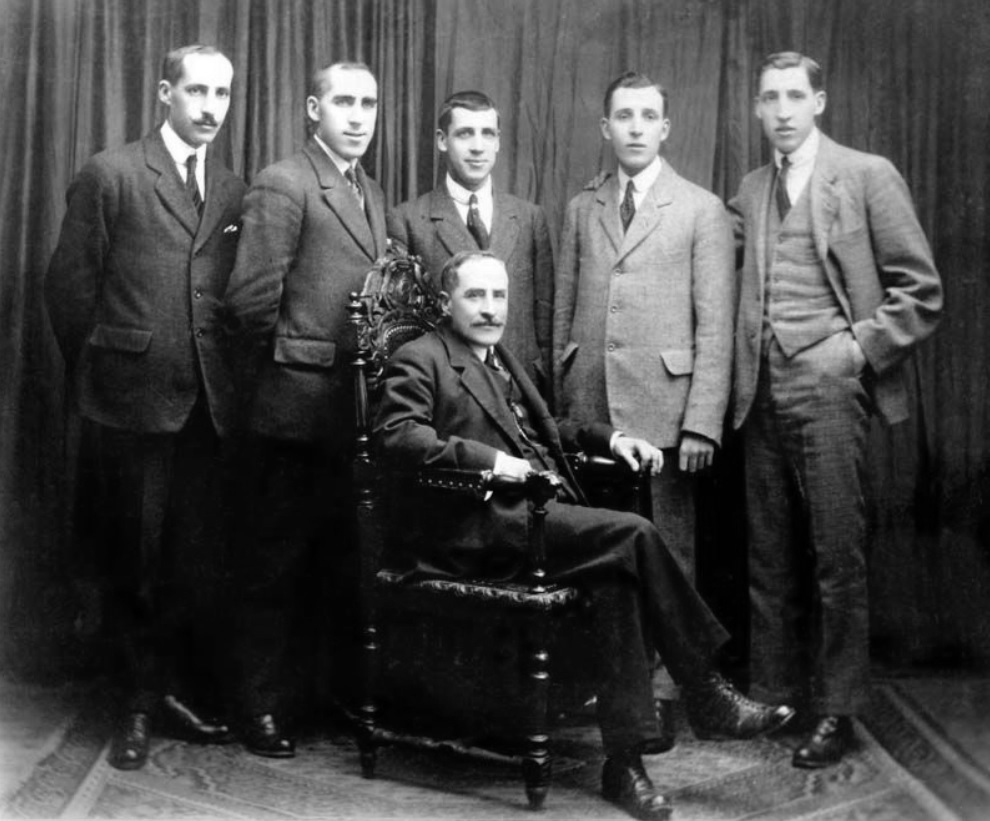
Eugenio Carré Aldao con sus hijos, de izq. a der. Gonzalo, Leandro, Uxío, Luis y Carlos.

Uxío fue el segundo de los once hijos nacidos del matrimonio entre Eugenio Carré Aldao (un hombre intensamente enamorado de Galicia y de a literatura cuya ‘Librería Regional” se convirtió en uno de los epicentros del "Rexurdirnento") y Purificación Alvarellos Pena. En la ‘Biblia de Familia” que Uxío escribió en la madurez y que su hijo Abelardo conserva, deja constancia de haber nacido el 5 de septiembre de 1885. Bautizado en la Iglesia de San Nicolás, se le impusieron los nombres de Eugenio (por su padre), Ernesto (por su padrino) y Justiniano (por ser Justiano uno de los santos del día).
No cabe dudar de la influencia que Eugenio Carré Aldao ejerció en sus hijos, de modo especial en José, Uxío, Leandro y Luis Galo, quienes heredaron del padre un fuerte sentimiento galleguista y las inclinaciones literarias. Eugenio Carré Aldao había adquirido en traspaso una librería, así como la imprenta establecimientos litográficos y papelería que antes pertenecieran al prestigioso impresor Domingo Puga. En esa imprenta se estamparon numerosas obras de autores gallegos y la “Revista Gallega’, dirigida por Galo Salinas. La "Librería Regional” de Carré Aldao sirvió de punto de encuentro para un grupo de tertulianos: entre los habituales, cabe citar a Manuel Murguía (conocido intelectual de la época casado con Rosalía de Castro), Eduardo Pondal o Lugrís Freire, y entre quienes la visitaron a su paso por La Coruña, está Curros Enríquez. El “derroche de celtismo” de los tertulianos hizo que un grupo de rivales llamasen a la tertulia, en tono irónico, “Cova Céltica”
El joven Uxío era consciente de que la pasión de su padre por la literatura le costaba cara a la familia. Para el muchacho, los asiduos de la "Cova Céltica” no eran sino ‘sabios de portal’ que con sus chácharas contribuían a que Eugenio Carré Aldao acrecentase día a día sus ansiedades culturales y, a la par, se buscase la ruina económica. Sin embargo, Uxío no olvidará jamás sus conversaciones con Pondal, Murgía y Galo Salinas. En la amena autobiografía que escribió pensando en sus descendientes, Uxío constata, con humor, que por atavismo o por contagio acabó convirtiéndose él mismo en escritor. Modestamente, se define como un “buen aficionado”, no un profesional de la literatura. Se refiere a sus colaboraciones en la hoja literaria del diario ‘El Noroeste’, el diario republicano ‘Adelante’, “La Voz del Obrero” y “Solidaridad Obrera”, todos publicados en La Coruña, y en otros medios portugueses o americanos. Firmaba las colaboraciones con su nombre o empleando dos seudónimos: “Emilio Rodríguez Lema” o ‘Zenón”. Este último se lo debía a su gran amigo Arturo Taracido (reconocido masón y político republicano), quien le había comparado, por el modo de ser y las opiniones, con el filósofo Zenón de Elea.
Además de su actividad en la prensa, Uxío cultivó el arte de la poesía, publicando varios conjuntos de poemas. Sus versos reflejan su galleguismo acendrado, su compromiso con su tierra natal y su predilección por los desheredados. Eludió siempre, no obstante, la actividad política. En su juventud se había afiliado a la Juventud Socialista, pero pronto se dio de baja, aduciendo que la política “no le enamoraba” y que le fatigaban las ‘zarandajas” propias del mundo político. Más interesante le resultaba un deporte, el fútbol. Fue su hermano Gonzalo el que destacó como futbolista y atleta, pero Uxío también jugó sus partidos, entre ellos uno que alcanzó cierta fama: el 20 de marzo de 1904, Uxío figuró como delantero en el equipo local Corunna F.C. que venció por 3-0 al equipo del vapor inglés Diligent.
A Uxío le enamoraba su tierra, la poesía y la mujer con la cual se casó en noviembre de 1914: Margarida Nava Silva. A ella le dedicó su “poema representable en dúas xeiras” titulado ‘A Tentación”, y a ella se refiere en sus memorias familiares llamándola "alma de mi alma". Abelardo Carré Naya, uno de los tres hijos nacidos del matrimonio, recuerda que cuando sus padres tenían que separarse durante unas semanas, en vacaciones por ejemplo, Uxío enviaba a su esposa una carta diaria. Esto sorprendía al cartero, pues seguramente consideraba semejante delicadeza típica de un novio pero atípica en un marido.
En 1915, nació el primer hijo de Uxío y Margarita, llamado como su padre y su abuelo paterno. Luego nace rían Emilia (familiarmente conocida por el diminutivo Milocha) y Aberlardo. Eugenio, el mayor, moriría asesinado durante la represión que siguió al triunfo del golpe de Estado del 18 de julio de 1936. Su cuerpo, acribillado a balazos, se encontró en Elviña junto al de Rosende Calvo.
La trágica muerte de su primogénito, un joven maestro de ideología izquierdista, ocurrió pocos días después de la muerte de su esposa. Uxío Carré sintió duramente ambos golpes. 1936 fue el año nefasto de su vida, el año en que perdió a su mujer, a uno de sus hijos, a diversas personas cercanas; el año en que buenos amigos se vieron encarcelados por sus simpatías republicanas; en que la familia Carré se convirtió en sospechosa por aquel galleguismo que les venía de antiguo y por una inclinación hacia las formaciones de izquierda. Superado el drama de la guerra civil, Uxío siguió escribiendo (sus obras Escolma de poesías y Arelas se hicieron públicas en Buenos Aires) y trabajando, murió el 18 de septiembre de 1967, en Eirís de Arriba. Tenía ochenta y dos años.

### Carrera literaria

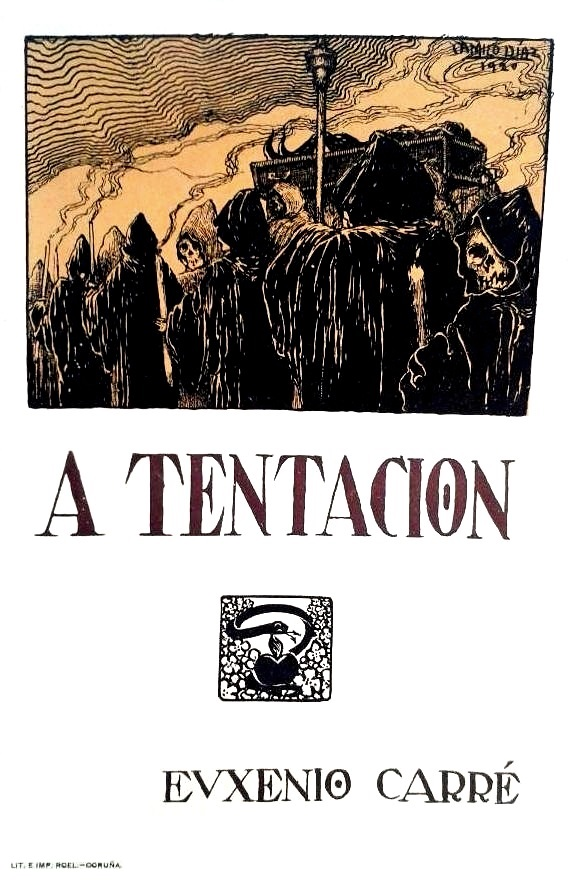
A tentación, Litografía e Imprenta Roel, 1921.

Unos breves párrafos en la Gran Enciclopedia Gallega describen la trayectoria profesional de Uxío Carré Alvarellos: profesor mercantil por la coruñesa Escuela Superior de Comercio en 1904, en ella trabajó en calidad de ayudante hasta que presentó la renuncia al cargo. Formó después parte de la Universidad Popular de La Coruña, una institución de Libre Enseñanza que durante unos años se dedicó a dictar lecciones y conferencias en las sociedades obreras y recreativas de los barrios coruñeses. En 1906 -cuenta la Gran Enciclopedia- fue nombrado académico adjunto de la Real Academia Gallega y en 1921, socio de la Sección Poética de la Real Academia de Declamación, Música y Buenas Letras de Málaga. El 20 de abril de 1919, había salido a la luz en “Terra a Nosa!” (suplemento literario publicado por el diario coruñés ‘El Noroeste’) un conjunto de poesías titulado genéricamente Da Raza. Carré volvería a mostrar su calidad poética con “A Tentación” y “Macías O Namorado”, obras publicadas en 1921. Buenos Aires será el lugar de publicación, en 1954 y 1964 respectivamente, de “Escolma de poesías” y “Arelas”.
Menciona también la Gran Enciclopedia... que Uxío escribió junto a su hermano Leandro una biografía de Galo Salinas premiada por el Centro Gallego de Madrid en 1954, y que dejó inéditas varias novelas ("O milagre", "Volverá", "Un episodio en la retaguardía"), además de una serie de diálogos reunidos bajo el título común ‘Críticas e pasatempos” y numerosos versos...

## Obra
- Da raza (1919, versos)
- Macías, o namorado (1921, teatro)
- A tentación (1921, teatro)
- Escolma de poesías (1954, versos)
- Desalento: Monólogo curto (1960, teatro)
- A miña viaxe a Grañas de Sor (1993, póstumo, incluye el poemario Arela y las novelas O milagre y Volverá)